# تب الماس

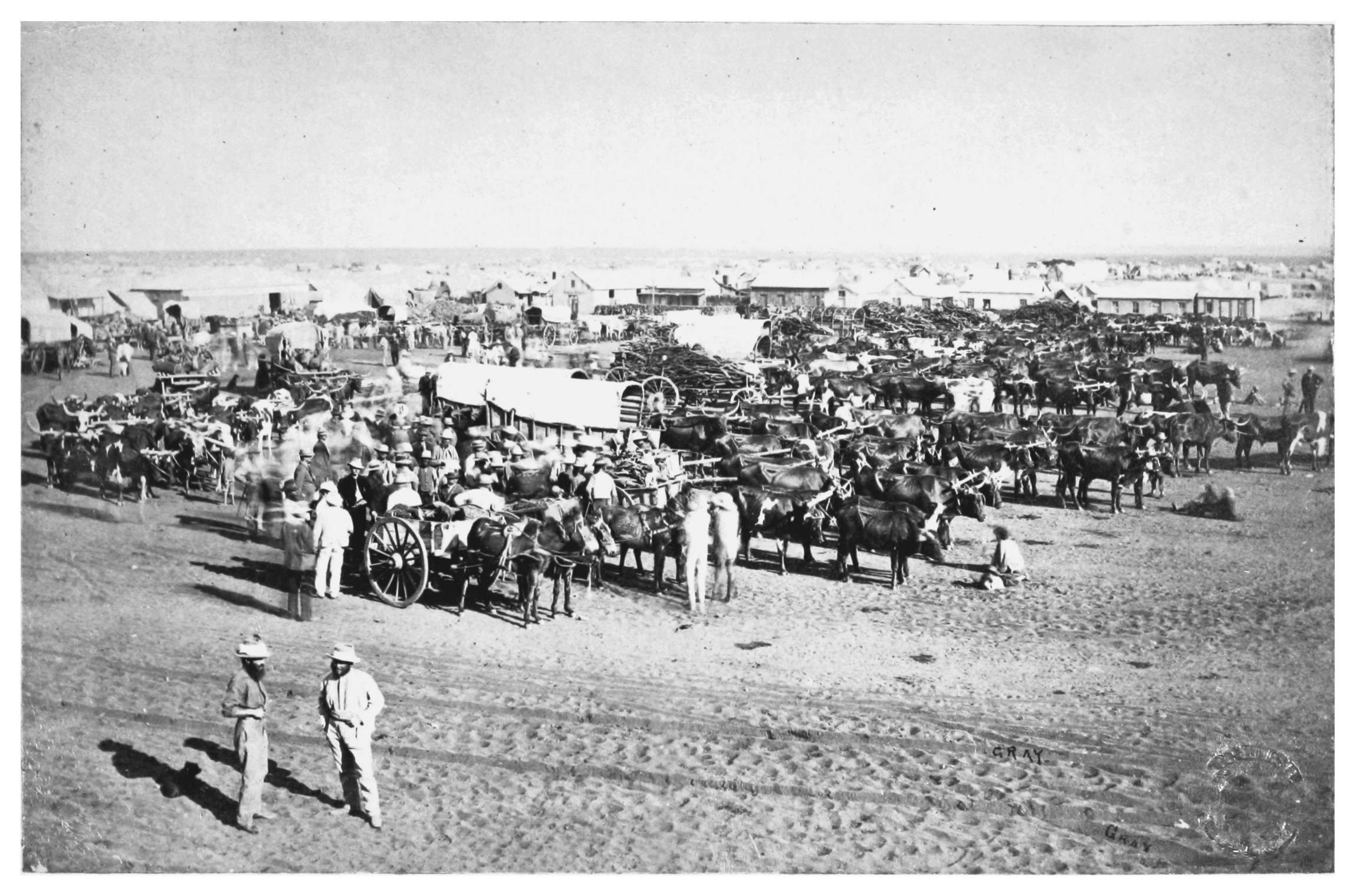
منطقه‌ای که در آنجا الماس کشف شده‌است

تب الماس (انگلیسی: Diamond rush) به مهاجرت تب‌آلود کارگران به منطقه‌ای که در آنجا الماس کشف شده‌است می‌گویند. یورش‌های الماس عمده در اواخر قرن ۱۹ و اوایل قرن ۲۰ در آفریقای جنوبی و آفریقای جنوب باختری اتفاق افتادند.

## گاه‌شناسی تب‌های الماس
- در سال ۱۸۷۱ میلادی کشف یک الماس ۸۳٫۵۰ قیراطی (۱۶٫۷ گرم) در شیب‌های تپه کلزبرگ مزرعه وورویتزیگیت واقع در آفریقای جنوبی باعث هجوم به معدن کیمبرلی و در نهایت شهرک کیمبرلی شد. این یورش الماس با «نام یورش» جدید نامیده شد.
- در سال ۱۹۰۸ میلادی کشف یک الماس در نزدیکی ایستگاه گراسپلاز در آفریقای جنوب باختری آلمان منجر به یورش الماس و توسعه شهرک لودریتز و به وجود آمدن چندین اطراقگاه معدنی در اراف آن شد که امروزه شهرهای متروکه هستند.
- در دهه ۱۹۹۰ میلادی چندین آنومالی که اطراف دریاچه لاک دو گراس کانادا کشف شد باعث ثبت چندین معدن و به وجود آمدن یورش الماس کانادا شد.